# Josef Munzinger
Martin Josef Munzinger, född 11 november 1791 i Olten, död 1855 i Bern, var en schweizisk frisinnad politiker och statsman med romersk-katolsk konfession.

## Tidiga år
Josef Munzingers far, salthandlaren Konrad Munzinger i Olten, innehade politiska uppdrag från 1801 i helvetiska republiken och senare, fram till 1814, i kantonen Solothurn. Josef gick i gymnasium i Solothurn och sedan i köpmanslära i Bologna. 1814 medverkade han i ett misslyckat uppror mot den aristokratiska restaurationen i kantonen, fängslades, och flydde till Como men fick snart amnesti. Han gifte sig två gånger: År 1815 med Magdalena Brunner, dotter till en garvare och 1819 med bagardottern Anna Maria Lüthi. Åren 1817 till 1825 ledde han som "Stadtschreiber" Oltens förvaltning. 

## Regenerationen i Solothurn
Munzinger spelade en framträdande roll i protesterna vintern 1830/31 som ledde till en demokratisk kantonsförfattning i Solothurn med allmän rösträtt, näringsfrihet, yttrandefrihet och rätt för alla invånare att bekläda offentliga ämbeten. År 1831 blev han medlem av kantonsregeringen, där han räknades som radikal. Samma år grundade hans åsiktsfränder den "patriotiska föreningen" som blev ursprunget till kantonens, länge ledande, fridemokratiska parti. När politiken polariserades blev Munzinger år 1833 kantonsregeringens president (Landammann). Genom att söka stöd hos bönderna och föra en försiktig kyrkopolitik lyckades han övervinna motstånd från aristokratin och prästerskapet. Under 1830- och 1840-talen reformerades Solothurns förvaltning, civilrätt och domstolsväsende medan invånarkommunerna återinfördes. Skolor, hälsovård och vägar förbättrades och bönderna fick rätt att lösa tiondeskyldigheten.
I samband med en folkomröstning gällande en författningsrevision på vintern 1840/41 höjdes röster för utomparlamentariska aktioner. Munzinger lät då tillfälligt fängsla politiska motståndare, stänga ett tryckeri och skicka ut milis. Antagligen ville han förhindra ett scenario liknande statskuppen i Zürich 1839 (Züriputsch).

## Förbundspolitiker
Munzinger var från 1831 till 1848 medlem i kantonernas råd ("Tagsatzung") där han förmedlade, exempelvis vid delningen av Basel 1833 och vid konflikter mellan katolsk-konservativa och liberala kantoner, men också tog klar ställning mot Sonderbund.

### Förbundsråd
Munzinger ingick i den kommission som 1848 utarbetade den Schweiziska förbundsstatens författning. Under åren 1848-1850 och 1852 var han dess första finansminister och införde den gemensamma valutan schweizerfranc. 1851 var han Förbundsstatens tredje president och utrikesminister. Åren 1853-54 var han kommunikationsminister och 1855 näringsminister men avled den 6 februari 1855 i Bern.